# Nero, a véres költő
Kosztolányi Dezső 1921-ben írta ezt a történelmi-lélektani regényét. Először 1921-ben, A véres költő címmel jelent meg a Genius könyvkiadó A regényírás művészei című sorozatában. Thomas Mann méltató előszót írt a műhöz. Az ókori Rómában játszódó történet főhőse Nero császár, de a filozófus, Seneca alakja is végigvonul a regényen.
  – Mégis – hebegte Nero – gyilkosság.

  – Gyilkosság? – szólt Seneca, magasra vonva szemöldökét. – Mondd inkább: államérdek és akkor mosolyogni fogsz. Nem szabad megijedni egy szótól. A szók magukban mindig borzasztóak, mint az üres koponyák. Hiányzik belőlük az élet, a vér meleg, emberi lüktetése, mely értelmet ad nekik. Hiszen gondolkozz csak, mi történt volna, hogyha ez nem esik meg. Ő tovább ármánykodik, a hadsereg kettészakad, kitör a háború, polgárok és katonák egymást ölik. Jobb lett volna ez? Valld be őszintén, ártatlanabbnak, szelídebbnek érzed-e magad, hogyha egy élet helyett sok ezer vész el s hullahalom borítja a Palatinust és Capitoliumot?

(26. fejezet, Politikai lecke)

## Történet
|  | Alább a cselekmény részletei következnek! |

Kr. u. 54-ben járunk, A Római Birodalom császára Claudius, a megfáradt öregember, akinek már legközvetlenebb szolgáin sincs hatalma. Minden hatalmat felesége, Agrippina vett kezébe. Az öreg uralkodó megszomjazik, s a nő maga szolgálja ki: a vízbe mérget tesz, melytől Claudius azonnal meghal. Nyitva áll az út a császár fogadott és Agrippina vér szerinti fia, a szőke hajú, művészetekért rajongó Nero előtt; Claudius fiát, Britannicust még régebben kitagadtatta a császárné. Nerót császárrá választják. Édesanyja arra számít, hogy a csak könyveknek élő fiú helyett ő irányíthatja a birodalom ügyeit, s ebben nem is csalódik. A fiút kezdetben az életuntság szállja meg, nem tud mit kezdeni magával, kerüli a társaságot, kimondhatatlanul szenved. Ekkor rájön, hogy az írásban leli meg élete célját: kidolgozza Agamemnon c. elégiáját. Megmutatja ezt nevelőjének, Senecának, aki színleg dicséri. Nero azonban tudja, hogy a mester nem tartja jónak a művet. Nerót ez nem tántorítja el céljától: átdolgozza a művet, s amellé rengeteg más verset is ír. Egyedi és nagyszerű művésznek képzeli magát, s ettől mindent szépnek lát. Éjjelente a várost járja, bosszantja a köznépet, csúfot űz az emberekből. Ekkor vesz maga mellé két tehetségtelen, ármánykodó és pénzéhes költőt, Zodicust és Fanniust, akik talpnyalói és besúgói lesznek.
Nero hamarosan féltékeny lesz más művészekre: Senecára, annak unokaöccsére, Lucanusra és mostohatestvérére, Britannicusra. Lucanust száműzi, Britannicust megmérgezi. A mélabús, bár állítólag tehetséges fiú megölése végigkísért Nero további életén. Megismerkedik későbbi szerelmével, Poppaeával, aki azonban már házas. Férje, Otho tud kapcsolatukról, és szeretne ebből hasznot húzni: adósságait szeretné kifizetni a császár által. Végül sikerrel is jár, s a császár egy távoli provinciában adományoz neki fontos hivatalt. Poppaea színházi versenyt szervez számára, ahol rengeteg ember előtt kétszer is előadja költeményeit. A végén - természetesen - Nero lesz a győztes. Ekkor már ő lesz az irodalmi és színészi nagyhatalom a birodalomban. Alkotásaiban azonban megcsömörlik, nem képes írni többé. Hamarosan ismét elkedvetlenedik, ennek különböző okait véli felfedezni: feleségét, Claudius lányát, Octaviát, akit sosem szeretett. Előbb száműzi, majd lefejezteti őt. Édesanyját a palota szomszédságába száműzi, aki így elveszti hatalma jelentős részét. Összeesküvést sző ellene, de terve nem sikerül. Nero rengeteg embert végeztet ki, köztük sok ártatlant is. A mészárlás nem kerülheti el édesanyját sem.
Poppaea eközben úgy érzi, a szerelem kihűlt Neróban, ezért egyszer a császár verseit másoló fiúval sétálgat a kertben, méghozzá úgy, hogy ezt Nero is lássa. Sikerül féltékennyé tennie a császárt, s szerelmük újra feléled. Agrippina kivégzése után ő lesz az új császárné. Szerelmük azonban ismét kihunyóban a hatalom mámorában, mely magához láncolja az unalmat is. A császárnéba szerelmes másolófiú beront a palotába, ezért Nero megöleti. Mivel a birodalmat fenyegető veszély egyre nő, s mind több provincia száll szembe a birodalommal (ráadásul Rómában nagy az éhínség), újabb összeesküvés készül ellene, a császári kegyből kiesett Zodicus és Fannius közreműködésével. Ezt is leleplezik, csak épp a két költő ússza meg. Az újabb mészárlásnak áldozatul esik az egyébként teljesen ártatlan Seneca is. Nero időközben versenykocsissá válik, de egy idő után ebbe is beleun. Az áldott állapotban lévő Poppaeát egy verseny után hasba rúgja, aki belehal. Nerónak már nem maradtak barátai, elhatalmasodik rajta a rettegés. Fellázadnak ellene a katonák, s a császárt titkára szökteti meg. Phaon kertjében azonban a császár kínjában egy kardhegyre nyomja nyakát, s a titkár szánalomból lenyomja a fejét. Nero üldözés és gyűlölet közepette, magányosan hal meg.
|  | Itt a vége a cselekmény részletezésének! |

## A regény fejezetei
1. Rekkenő meleg
2. A csoda
3. Fiatal császár
4. A nevelő
5. Vajúdó éj
6. A kezdő
7. Csömör
8. Irodalmi iskola
9. Nőnek a szárnyak
10. Három költő a gőzfürdőben
11. A testvérek
12. Orvosok a betegágynál
13. Gyilkosság
14. Felejteni
15. Egy nő a nézőtéren
16. Poppaea Sabina
17. A hallgatás napja
18. Taps
19. Az isteni színész
20. Diadal
21. Visszaguruló karika
22. Nők között
23. „Római Citerások Egylete”
24. Vihar
25. A legjobb anya
26. Politikai lecke
27. A versenykocsis
28. A másik
29. Forradalom
30. Seneca
31. Egyedül
32. Phaon kertjében
33. Sirató